# باول هيلتون (سياسي)
باول هيلتون (بالإنجليزية: Paul Hilton)‏ هو سياسي أسترالي، ولد في 1 أكتوبر 1899، وتوفي في 18 أغسطس 1965 في أستراليا. حزبياً، نشط في حزب العمال الأسترالي. وقد انتخب عضو المجلس التشريعي ولاية كوينزلاند.